# Limnoria emarginata
Limnoria emarginata là một loài chân đều trong họ Limnoriidae. Loài này được Kussakin & Malyutina miêu tả khoa học năm 1989.